# إقليم ترنتشين
إقليم ترنشين (بالسلوفاكية: Trenčiansky kraj) هو واحد من الثمانية أقاليم التي تشكل الجمهورية السلوفاكية.
يقع الإقليم في شمال غرب سلوفاكيا مجاورا للحدود البولندية والتشيكية.

## المناطق والمدن التابعة لإقليم ترنشين
يقسم الإقليم إلى تسعة مناطق تضم أكثر من 274 بلدية.

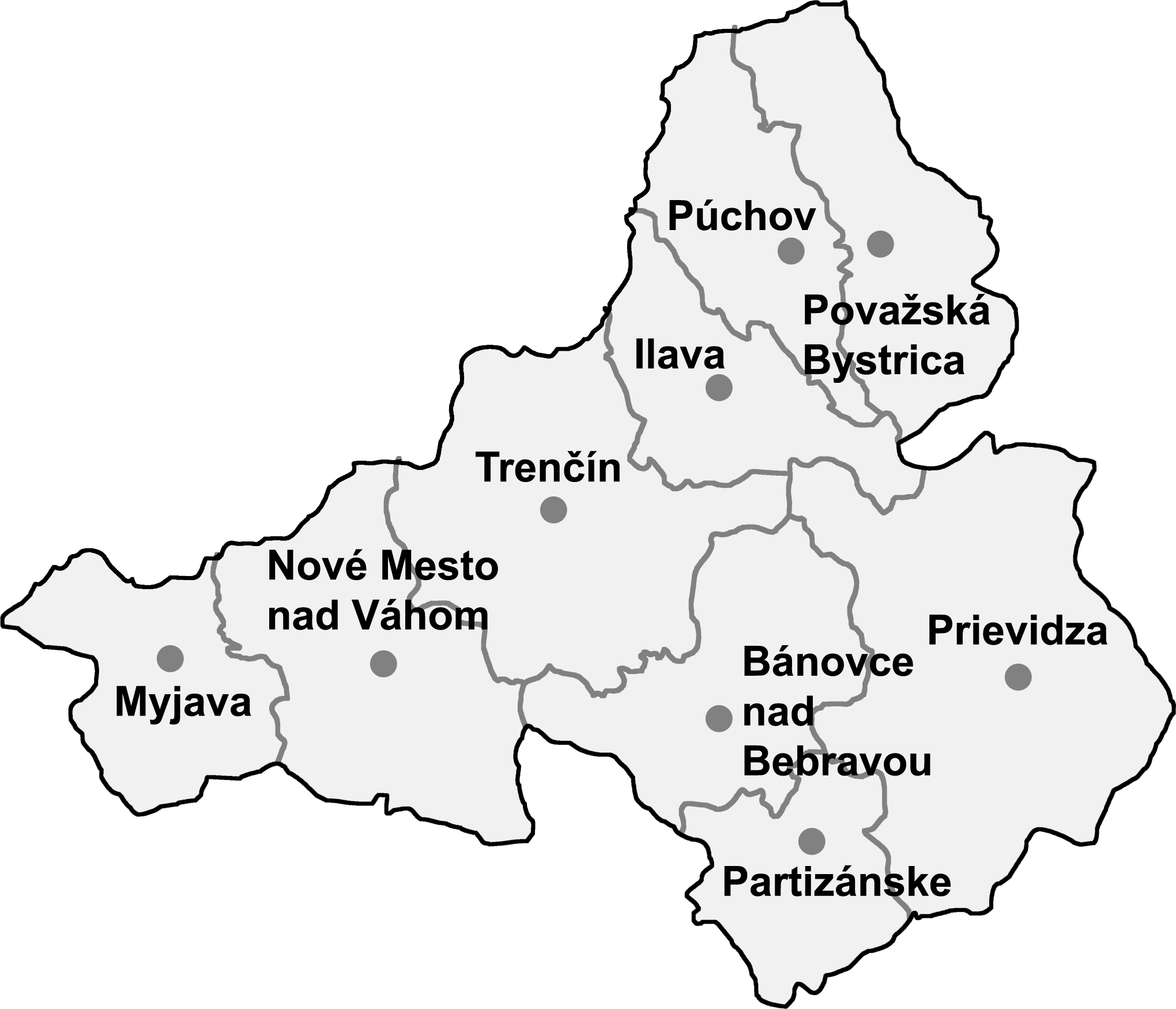
المناطق التابعة لإقليم ترنشين

- ايلافا (بالسلوفاكية: Ilava)
- مييافا (بالسلوفاكية: Myjava)
- بارتيزانسكي (بالسلوفاكية: Partizánske)
- بانوفتس ناد بيبرافو (بالسلوفاكية: Bánovce nad Bebravou)
- بريفيدزا (بالسلوفاكية: Prievidza)
- بوخوف (بالسلوفاكية: Púchov)
- بوفاجسكا بيستريتسا (بالسلوفاكية: Považská Bystrica)
- ترنشين (بالسلوفاكية: Trenčín)
- نوفي ميستو ناد فاهوم (بالسلوفاكية: Nové Mesto nad Váhom)